# Rhenini
Rhenini è una tribù di ragni appartenente alla sottofamiglia Dendryphantinae della famiglia Salticidae dell'ordine Araneae della classe Arachnida.

## Distribuzione
I sette generi oggi noti di questa tribù sono diffusi in Asia, Africa, America centrale e meridionale.

## Tassonomia
A maggio 2010, gli aracnologi riconoscono sette generi appartenenti a questa tribù:
- Alcmena C. L. Koch, 1846 — dall'America meridionale al Messico (5 specie)
- Homalattus White, 1841 — Sudafrica, Sierra Leone (6 specie)
- Napoca Simon, 1901 — Israele (1 specie)
- Rhene Thorell, 1869 — Asia, Africa, America meridionale (47 specie)
- Romitia Caporiacco, 1947 — Guyana (1 specie)
- Tacuna Peckham & Peckham, 1901 — Brasile, Argentina (4 specie)
- Zeuxippus Thorell, 1891 — Asia (4 specie)